# Martes zibellina princeps
Martes zibellina princeps es una subespecie de  mamíferos carnívoros  de la familia Mustelidae,  subfamilia Mustelinae.

## Distribución geográfica
Se encuentra en Iakútia (Siberia central, Rusia).